# Gara Ipswich
Gara Ipswich este o gară situată pe Magistrala Great Eastern, în partea de est a Angliei, care deservește orașul Ipswich, Suffolk. Se află la 110,6 km distanță de gara Londra Liverpool Street, între Manningtree la sud și Needham Market la nord. 
Ipswich este, de asemenea, punctul terminus al liniei East Suffolk spre Lowestoft, al liniei spre Felixstowe și al liniei spre Ely, Cambridgeshire. Codul gării în sistemul feroviar britanic este IPS.
Din februarie 2012, gara este administrată de Greater Anglia, care operează toate trenurile care opresc aici, ca parte din franciza East Anglia. 
La începutul primului Război Mondial, soldați din regimentul Norfolk Yeomanry au fost trimiși la Ipswich pentru a păza poduri de cale ferată din zonă. Ei au fost înlocuiți de compania Royal Engineers.
Ascensoarele originale ale gării au fost scoase din uz în 1983, când linia de cale ferată a fost electrificată.
Ascensoare noi, care fuseseră promise de mult timp, au fost instalate și puse în funcțiune în iunie 2011.